# 최유진 (바둑 기사)
최유진(1982년 2월 2일 ~ )은 대한민국의 여자 바둑 중계 캐스터이다. 바둑TV를 중심으로 활동하며, KBS의 《KBS 바둑왕전》 등의 캐스터도 담당하였다. 아마5단이다.

## 학력
- 세화여자고등학교
- 명지대학교 바둑학과

## 바둑 방송 경력
- KBS 바둑왕전

## 활동
바둑 TV에서는 아마추어 5단의 실력자인 최유진 바둑 중계 캐스터가 '바둑계의 얼굴'로 다수의 프로그램을 진행하고 있다. 최유진 캐스터의 줄임말인 '최캐'로 불리는 그는 초등학교 5학년 때 처음 바둑을 시작해 이세돌과 권갑룡 도장에서 함께 수학한 바 있다. 그는 세화여자고등학교, 명지대학교 바둑학과를 나와 4학년 때인 2003년 스카이바둑(현 K바둑)에서 바둑 진행 데뷔를 했고 졸업 후 인터넷사이트 타이젬에 바둑 기자를 거쳐 2006년부터 바둑 TV에서 진행을 맡아 활약 중이다.